# Raoul Coutard
Raoul Coutard (* 16. September 1924 in Paris; † 8. November 2016 in Labenne) war ein französischer Kameramann und Fotograf.

## Karriere
Der Franzose arbeitete als Kameramann für die Regisseure Jean-Luc Godard, François Truffaut, Jacques Demy und Jacques Rivette. Durch seine Arbeit wurden die Filme der Nouvelle Vague entscheidend geprägt. Erstmals versuchte er sich 1969 auch als Regisseur und drehte das Vietnam-Drama Hoa-Binh. Bei den Internationalen Filmfestspielen von Cannes 1970 erhielt er dafür den Preis für das beste Regiedebüt. 1978 wurde er mit dem César in der Kategorie Beste Kamera ausgezeichnet. Bei den Internationalen Filmfestspielen von Cannes 1982 erhielt er für seine Kameraarbeit zu Jean-Luc Godards Film Passion den Grand prix technique. 1997 wurde er von der American Society of Cinematographers mit dem International Achievement Award geehrt. 2001 erhielt er außerdem den Marburger Kamerapreis.
In dem Spielfilm Nouvelle Vague (2025) über die Entstehung von Außer Atem wird Coutard von Matthieu Penchinat gespielt.

## Filmografie
Kamera:
- 1957: Der Paß des Teufels (La passe du diable)
- 1959: Außer Atem (À bout de souffle)
- 1960: Schießen Sie auf den Pianisten (Tirez sur le pianiste)
- 1960: Chronik eines Sommers (Chronique d’un été)
- 1960: Der kleine Soldat (Le petit soldat)
- 1960: Die Erwachsenen (Les grandes personnes)
- 1960: Eine Frau ist eine Frau (Une femme est une femme)
- 1961: Lola, das Mädchen aus dem Hafen (Lola)
- 1961: Jules und Jim (Jules et Jim)
- 1961: Liebe mit zwanzig (L’amour à vingt ans)
- 1962: Die Geschichte der Nana S. (Vivre sa vie)
- 1962: Die Karabinieri (Les carabiniers)
- 1962: Die Puppe – La poupée (La poupée)
- 1962: In der Hand eines Stärkeren (Et Satan conduit le bal)
- 1963: Die Verachtung (Le Mépris)
- 1963: Ferien in Portugal (Vacances portugaises)
- 1964: Die 317. Sektion (La 317e section)
- 1964: Die Frauen sind an allem schuld (Les plus belles escroqueries du monde)
- 1964: Die süße Haut (La peau douce)
- 1964: Die Außenseiterbande (La bande à part)
- 1964: Eine verheiratete Frau (Une femme mariée)
- 1964: Ich war eine männliche Sexbombe (Un monsieur de compagnie)
- 1965: Die 317. Sektion (La 317e section)
- 1965: Elf Uhr nachts (Pierrot le fou)
- 1965: Grüße an die Mafia (Je vous salue, Mafia!)
- 1965: Lemmy Caution gegen Alpha 60 (Alphaville)
- 1966: Lautlose Waffen (L’éspion)
- 1966: Made in USA
- 1966: Nur eine Frau an Bord (The Sailor from Gibraltar)
- 1966: Zwei oder drei Dinge, die ich von ihr weiß (Deux ou trois choses que je sais d’elle)
- 1967: Der Horizont (L’horizon)
- 1967: Weekend (Week End)
- 1967: Die Chinesin (La Chinoise)
- 1968: Die Braut trug schwarz (La Mariée était en noir)
- 1968: Stern des Südens (The Southern Star)
- 1969: Z
- 1970: Das Geständnis (L’Aveu)
- 1970: Was würden Sie an meiner Stelle tun? (Etes-vous fiancée à un marin grec ou à un pilote de ligne ?)
- 1971: Am Tor zur Freiheit liegt der Totenschein (Embassy)
- 1971: Das zweite Kommando (The Jerusalem File)
- 1971: Zärtliche Wünsche (Les aveux et les plus doux)
- 1972: Das fünfblättrige Kleeblatt (Le trefle à cinq feuilles)
- 1973: Die Filzlaus (L’Emmerdeur)
- 1973: Flucht im Kreis (Le Gang des otages)
- 1977: Der Haudegen (Le crabe-tambour)
- 1982: Passion
- 1983: Duell ohne Gnade (La Diagonale du fou)
- 1983: Vorname Carmen (Prénom Carmen)
- 1984: Das Flittchen (La garce)
- 1986: Max mon amour
- 1987: Feuer (Fuegos)
- 1988: Brennende Betten
- 1988: Panther II – Eiskalt wie Feuer (Ne reveillez pas un flic qui dort)
- 1989: Mistkerle (Peaux de vâches)
- 1990: Bethune – Arzt und Held (Bethune: The Making of a Hero)
- 1990: Der Erdnuss-Cop (Il gèle en enfer)
- 1990: Die fliegenden Kinder (Les enfants volants)
- 1993: Wenn Liebe entflammt (La naissance de l’amour)

Darstellung:
- 1993: Hotel de Suède, Zimmer 12 – Auf den Spuren von „Außer Atem“

Regie:
- 1970: Hoa-Binh
- 1980: La Légion saute sur Kolwezi
- 1982: S.A.S. Malko – Im Auftrag des Pentagon (S.A.S. à San Salvador)